# Mattan (India)
Mattan is een stad en “notified area” in het district Anantnag van het Indiase unieterritorium Jammu en Kasjmir.

## Demografie
Volgens de Indiase volkstelling van 2001 wonen er 6.367 mensen in Mattan, waarvan 52% mannelijk en 48% vrouwelijk is. De plaats heeft een alfabetiseringsgraad van 54%.